# Semieixo (mecânica)
Um semieixo é um eixo que une o diferencial à roda motriz. Para cada roda motriz existe um semieixo. trata-se de uma barra de aço, cilíndrica, com extremidades que articulam por meio de junta homocinética. A sua instalação é feita em conjunto entre o eixo-motriz, formado pela caixa de mudanças e pelo diferencial, e as rodas. O movimento da caixa de mudanças é passado ao semieixo que, por sua vez, o transmite às rodas. O nome dado à parte da homocinética que passa os movimentos é chamada de junta deslizante.